# Tyrannochthonius fiskei
Tyrannochthonius fiskei és una espècie d'aràcnid de l'ordre Pseudoscorpionida de la família Chthoniidae que es troba de forma endèmica a Tennessee (Estats Units).